# وزارة البيئة (الجمهورية التشيكية)
وزارة البيئة في جمهورية التشيك (بالتشيكية: Ministerstvo životní právodní České republiky) هي وزارة حكومية تأسست عام 1990، وتعتبر أعلى مؤسسة لحماية الطبيعة والبيئة في جمهورية التشيك.

## تاريخ
تأسست هذه الوزارة عام 1990. قبل إنشاء هذه الوزارة، في عهد جمهورية تشيكوسلوفاكيا الاشتراكية وقبل الثورة المخملية، كانت مهام المؤسسة البيئية مقسمة بين وزارة الثقافة، وزارة الداخلية، وزارة الغابات وإدارة المياه، وكانت تسمى وزارة الداخلية والبيئة، وكانت حتى عام 1992 ضمن طاقم اللجنة وكانت تدار البيئة الاتحادية. منذ بداية عام 1993، عملت وزارة البيئة في الجمهورية التشيكية كمؤسسة مستقلة

## العلاقات الخارجية
لقد اكتسبت الجمهورية التشيكية مكانة مرموقة كعضو نشط في العلاقات الدولية في مجال حماية البيئة والتنمية المستدامة.